# El padre de Giovanna
El padre de Giovanna (en italiano: Il papà di Giovanna) es una película dramática de 2008 dirigida por Pupi Avati.

## Argumento
En la Bolonia de finales de los años 30, Michele Casali (Silvio Orlando) enseña diseño en un instituto donde su hija Giovanna (Alba Rohrwacher) también estudia. Michele es un padre cariñoso pero sobreprotector y no quiere reconocer los problemas mentales de su hija y más cuando ella es recluida en una institución mental después de haber asesinado a su mejor amiga.
- Silvio Orlando: Michele Casali
- Francesca Neri: Delia Casali
- Alba Rohrwacher: Giovanna Casali
- Ezio Greggio: Sergio Ghia
- Serena Grandi: Lella Ghia
- Manuela Morabito: Elide Traxler
- Gianfranco Jannuzzo: Preside Apolloni
- Paolo Graziosi: Andrea Taxler
- Valeria Bilello: Marcella Taxler

## Acogida de la crítica
Críticas ambivalentes en el estreno de la película. Luis Martínez del diario El Mundo dijo de ella "Es lo que se dice una película vieja, antigua y, lo peor de todo, mala. Todo en ella rezuma cansancio" mientras que, por le contrario Oti Rodríguez Marchante del Diario ABC decía de ella "Melodrama interesante a pesar de la narración burda, o al menos vulgar, la película llega al espectador". 

## Premios y distinciones
Premio David de Donatello
| Año  | Categoría    | Persona         | Resultado |
| ---- | ------------ | --------------- | --------- |
| 2008 | Mejor actriz | Alba Rohrwacher | Ganadora  |

Festival Internacional de Cine de Venecia
| Año  | Categoría                 | Persona        | Resultado |
| ---- | ------------------------- | -------------- | --------- |
| 2008 | Copa Volpi al mejor actor | Silvio Orlando | Ganador   |